# ناتسوکی کیشیکاوا
ناتسوکی کیشیکاوا (انگلیسی: Natsuki Kishikawa؛ زادهٔ ۲۶ آوریل ۱۹۹۱) بازیکن فوتبال اهل ژاپن است.